# Rahmad Adi Mulyono
Rahmad Adi Mulyono (* 31. Oktober 2000 in Surabaya) ist ein indonesischer Speedkletterer.

## Karriere
Adi Mulyono wurde 2019 bei den Jugendweltmeisterschaften in Arco sowie bei den Asienmeisterschaften in Bogor Dritter. Seinen ersten Weltcup absolvierte er 2022 in Seoul, wo er den dritten Platz erreichte. 2023 gewann er in Chamonix erstmals einen Weltcup.
Im August 2023 gewann er bei der Kletterweltmeisterschaft in Bern die Bronze-Medaille. Im November 2023 konnte er den asiatischen Qualifikationswettkampf für sich entscheiden und sicherte sich einen Platz für die Olympischen Spiele 2024 in Paris. Dort belegte er den neunten Platz.
Seine persönliche Bestzeit beträgt 4,97 Sekunden (2023).